# Fanny Norin
Fanny Norin (* 11. November 2001) ist eine schwedische Tennisspielerin.

## Karriere
Norin spielt vorrangig auf der ITF Women’s World Tennis Tour, wo sie bislang aber noch keinen Titel gewinnen konnte.
2022 erhielt sie im Mai eine Wildcard für das Hauptfeld im Dameneinzel der mit 100.000 US-Dollar dotierten FineMark Women’s Pro Tennis Championship, wo sie in der ersten Runde mit 3:6 und 0:6 gegen Ellie Douglas verlor. Im Oktober trat sie zusammen mit ihrer Partnerin Līga Dekmeijere im Doppel bei den Mercer Tennis Classic an, wo die beiden in der ersten Runde mit 1:6 und 1:6 gegen Carolyn Ansari und Ariana Arseneault verloren.
2023 erhielt sie im Mai zusammen mit ihrer Partnerin Alba Retortillo Soiras eine Wildcard für das Hauptfeld im Doppel der mit 100.000 US-Dollar dotierten FineMark Women’s Pro Tennis Championship, wo die beiden gegen die Paarung Kaitlyn Christian und Sabrina Santamaria in der ersten Runde mit 2:6 und 0:6 verloren.
2024 erhielt sie im April eine Wildcard für die Hauptrunde im Dameneinzel der mit 100.000 US-Dollar dotierten W100 Bonita Springs, wo sie sich aber gleich in der ersten Runde der an Position zwei gesetzten Lulu Sun mit 0:6 und 0:6 geschlagen geben musste.

### College Tennis
Von 2020 bis 2024 spielte Norin für das Damentennisteam der Eagles der Florida Gulf Coast University.

## Privates
Norin ist die Tochter von Ulrika und Stefan Norin und hat einen Bruder Tim. Sie besuchte die Thoren Business School of Stockholm und machte im Frühjahr 2024 an der Florida Gulf Coast University ihren Abschluss in Marketing mit Nebenfach Management.